# Атажукино
Атажу́кино (кабард.-черк. Хьэтӏэхъущыкъуей) — село в Баксанском районе Кабардино-Балкарской Республики.
Образует муниципальное образование «сельское поселение Атажукино», как единственный населённый пункт в его составе.

## География
Селение расположено в южной части Баксанского района, в долине реки Баксан. Находится в 8 км к юго-западу от районного центра — Баксан и в 30 км к северо-западу от города Нальчик. В пределах села расположен нижний каскад Баксанского ГЭС, с его регулирующими и распределительными сооружениями. Через село проходит региональная автотрасса А-158 «Прохладный—Баксан—Эльбрус», ведущая в национальный парк Приэльбрусье.
Общая площадь территории сельского поселения составляет — 50,47 км2.
Граничит с землями населённых пунктов: Заюково на юге, Исламей на северо-западе, Дугулубгей на северо-востоке и Верхний Куркужин на западе.
Населённый пункт расположен в предгорной зоне республики. Рельеф представляет собой преимущественно холмистые территории расположенных в пределах высот от 500 до 920 метров. Средние высоты на территории составляют около 690 метров над уровнем моря. Высшей точкой сельского поселения является массив «Махогапс», находящееся к востоку от села.
Гидрографическая сеть представлена рекой Баксан, в долине которой и располагается основная часть населения. На территории сельского поселения в него впадают реки — Кардантхала и Афабг. На территории села расположена Баксанская ГЭС и её очистительные сооружения. 
Климат влажный умеренный, с тёплым летом и прохладной зимой. Среднегодовая температура воздуха составляет около +9,0°С, и колеблется от средних +21,0°С в июле, до средних −3,5°С в январе. Среднесуточная температура воздуха колеблется от −10°С до +15°С зимой, и от +16°С до +35°С летом. Среднегодовое количество осадков составляет около 750 мм. В начале весны на климат большое влияние оказывает горячий ветер — фён, дующий с высокогорий, при резких перепадах температуры воздуха.

## История
Село основано в 1706 году на правом берегу реки Баксан, одним из главных кабардинских княжеских родов — Атажукиных. Основателями были два брата: Бекмурза и Мыхамат Атажукины, которые переселились в данное место со своими людьми из района Пятигорья, и осели выше аула Ислама Атажукина — Исламово.
В ходе Кавказской войны село не раз оказывалась под ударом царских войск. В 1825 году с присоединением Кабарды к Российской империи, многие жители аула военной царской администрации ушли за Кубань к другим адыгам, чтобы там продолжить войну. Второе резкое сокращение численности населения аула произошло после окончания Кавказской войны в 1864 году, в результате мухаджирства вызванного окончательным присоединением Кавказа к России.
В 1920 году с окончательным установлением советской власти в Кабарде, решением ревкома Нальчикского округа, Атажукино II как и другие кабардинские поселения было переименовано, из-за присутствия в их названиях княжеских и дворянских фамилий. В результате село получило новое название — Кызбурун I.
В 1930 году был создан крупный колхоз «Индустриализация».
В октябре 1936 года введён в эксплуатацию первый гидроагрегат Баксанской ГЭС, здание которой расположено у северной окраины села.
В 1940 году левобережная часть села, на которой располагалась Баксанская ГЭС была выделена в самостоятельный населённый пункт — рабочий посёлок БаксанГЭС. Указом Президиума Верховного Совета РСФСР от 4 января 1957 года рабочий посёлок БаксанГЭС Баксанского района Кабардинской АССР отнесён к категории сельских поселений и обратно включён в состав села.
В годы Великой Отечественной войны, в селе и его окрестностях шли тяжёлые бои. В августе-октябре 1942 года немецко-фашистские войска более двух месяцев не могли овладеть селом и стратегической высотой 910. В январе 1943 года село было освобождено советскими войсками.
По этому поводу маршал Вершинин К. А. писал: «…Сообщения в печати и по радио воодушевляли личный состав на новые подвиги во имя победы над врагом. Командиры и политработники воспитывали воздушных бойцов, всех авиаспециалистов и воинов обслуживающих подразделений в духе жгучей ненависти к немецко-фашистским захватчикам, пробравшимся в район Кавказа и творившим неслыханные зверства и злодеяния над мирным населением. Хорошо помнится день, когда всем нашим авиаторам был зачитан акт о зверствах оккупантов в деревне Кызбурун Кабардино-Балкарской АССР. Смерть и запустение принесли гитлеровцы горцам. За короткий срок бандиты опустошили и разрушили некогда цветущее селение. Всё, что не могли забрать с собой, оккупанты предавали огню. Грабежи сопровождались убийствами жителей, насилием над женщинами и девушками. Фашисты обстреляли из автоматов дом жены красноармейца Гисы Молова, её тяжело ранили, а десятилетнего сына убили. Гитлеровские палачи замучили и расстреляли 50 мирных жителей деревни, а 11 семей увели с собой, отступая под ударами Красной Армии. Помимо того, они угнали из селения много женщин и девушек.
По просьбе жителей села (решение схода граждан от 2 апреля 2002 года, Постановление Правительства КБР № 668-ПП от 11 июля 2003 года), постановлением Правительства РФ № 75 от 12 февраля 2004 года селу было возвращено его историческое название — Атажукино.
В 2005 году Атажукинская сельская администрация была преобразована в муниципальное образование, со статусом сельского поселения.
В июле 2010 года на гидроэлектростанции «Баксан ГЭС» была совершена террористическая диверсия, в ходе которой станция сильно пострадала.

## Население
| 1939  | 1959  | 1970  | 2002  | 2010  | 2012  | 2013  |
| ----- | ----- | ----- | ----- | ----- | ----- | ----- |
| 5511  | ↗6773 | ↘4609 | ↗5663 | ↘5516 | ↗5578 | ↗5666 |
| 2014  | 2015  | 2016  | 2017  | 2018  | 2019  | 2020  |
| ↗5712 | ↗5761 | ↗5797 | ↗5869 | ↗5902 | ↗5936 | ↗5982 |
| 2021  | 2023  | 2024  | 2025  |       |       |       |
| ↗6101 | ↗6165 | ↗6188 | ↗6231 |       |       |       |

Плотность — 123.46 чел./км².
За межпереписной период (с 2010 по 2021 год) население села увеличилось на 585 чел. (+ 10,61 %).
Национальный состав
По данным Всероссийской переписи населения 2021 года:
| Народ                | Численность, чел. | Доля от всего населения, % | Доля от указавших нац-ть, % |
| -------------------- | ----------------- | -------------------------- | --------------------------- |
| кабардинцы (черкесы) | 5987              | 98,13 %                    | 99,02 %                     |
| * кабардинцы         | 5772              | 94,61 %                    | 95,47 %                     |
| * черкесы            | 215               | 3,52 %                     | 3,55 %                      |
| другие               | 59                | 0,97 %                     | 0,98 %                      |
| нет / не указано     | 55                | 0,90 %                     | -                           |
| всего                | 6101              | 100 %                      | 100 %                       |

## Местное самоуправление
Администрация сельского поселения Атажукино — село Атажукино, ул. Катанчиева, 47.
Структуру органов местного самоуправления сельского поселения составляют:
- Исполнительно-распорядительный орган — Местная администрация сельского поселения Атажукино. Состоит из 8 человек.
  - Глава администрации сельского поселения — Кумыков Муаед Исмелович (с 20 января 2006 года).
- Представительный орган — Совет местного самоуправления сельского поселения Атажукино. Состоит из 16 депутатов, избираемых на 5 лет[27].
  - Председатель Совета местного самоуправления сельского поселения — Кумыков Муаед Исмелович.

## Образование
- МКОУ Средняя общеобразовательная школа № 1 «им. Т. М. Курашинова» — ул. Катанчиева, 49.
- МКОУ Средняя общеобразовательная школа № 2 — ул. Надречная, 1.
- МКОУ Средняя общеобразовательная школа № 3 «им. Т. М. Катанчиева» — ул. Апшева, 72.
- ГБОУ Кадетская школа-интернат № 1 «им. З.Х. Дикинова» — ул. Апшева, 30.
- МКОУ Дошкольная прогимназия — ул. Катанчиева, 49.
- Начальная школа Детский сад № 1.
- Начальная школа Детский сад № 3.

## Здравоохранение
- Участковая больница — ул. Апшева, 69.

## Культура
- МКУ Сельский Дом Культуры — ул. Апшева, 79.

Общественно-политические организации:
- Адыгэ Хасэ
- Совет старейшин
- Совет ветеранов труда и войны и др.

## Ислам
- Сельская мечеть — ул. Катанчиева, 58.

## Предприятия
Основные бюджетообразующие предприятия на территории сельского поселения.
- Баксанская ГЭС
- ООО «Атажукинский» — разведение фруктовых садов.
- ООО «Гедгафов» — разведение фруктовых садов.

## Улицы
На территории села зарегистрировано 13 улиц и 6 переулков:
Улицы:

| Абаева   |
| Аджиева  |
| Апшева   |
| Гучева   |
| Жемухова |

| Заречная   |
| Каншаова   |
| Катанчиева |
| Мазукова   |

| Молова       |
| Надречная    |
| Партизанская |
| Степная      |

Переулки:

| Атажукина |
| Кодзокова |

| Конечный   |
| Молодёжный |

| Победы    |
| Темботова |

## Известные жители
- Атажукин Измаил-бей — прототип одноимённого героя в произведении Михаила Юрьевича Лермонтова — «Измаил-бей» (Восточная повесть).